# Isonoé (satélite)
Isonoé (Ισονοη griego), o Júpiter XXVI, es una luna retrógrada irregular de Júpiter. Fue descubierta por un equipo de astrónomos de la Universidad de Hawái dirigidos por Scott S. Sheppard, en el año 2000, y recibió la designación provisional de S/2000 J 6.

Isonoé tiene unos 3,8 kilómetros de diámetro, y orbita a Júpiter a una distancia media de 23,833 Millones de km en 751.647 días, a una inclinación de 166 º a la eclíptica (169 ° al ecuador de Júpiter), en una dirección retrógrada y con una excentricidad de 0.166.
Fue nombrada en octubre de 2002 como Isonoé, una de las Danaides, y también un amor de Zeus (Júpiter) en la mitología griega. 
Pertenece al grupo de Carmé, compuesto de las lunas irregulares retrógradas de Júpiter en órbitas entre los 23 y 24 millones de km y en una inclinación de alrededor de 165°.